# テルチオフェン
テルチオフェン（またはターチオフェン、terthiophene）は、化学式 (C4H3S)2C4H2S の有機化合物である。複素環式化合物のチオフェンのオリゴマーで、3個以上重合させたものはポリチオフェンである。異性体が数種存在するが、最も一般的なテルチオフェンは、中央のチオフェンに2位の位置で両側のチオフェンが結合したものである。

## 合成
テルチオフェンは、2,5-ジブロモチオフェンとグリニャール試薬によって得られる2-ブロモチオフェンを、ニッケルもしくはパラジウム触媒でカップリングすることによって作られる。

## 特性と利用
アフリカン・マリーゴールド (Tagetes spp.) に色素として含まれている。生物活性を持ち、時に致命的となりうるほど一重項酸素の発生を増感する。自然に存在するテルチオフェンには、5,5''-ジクロロ-α-テルチオフェン、 5-クロロ-α-テルチオフェン、5-アセチル-α-テルチオフェンなどがある。
また、テルチオフェンはポリチオフェンのビルディングブロックとして用いられる。